# Ligne de Laon au Cateau
La ligne de Laon au Cateau était une ligne de chemin de fer d'une longueur de 77 kilomètres reliant la gare de Laon, chef-lieu du département de l'Aisne, à celle du Cateau, dans le département du Nord, sur la grande ligne Paris - Bruxelles.
Ouverte par tronçons de 1888 à 1896 par la Compagnie des chemins de fer du Nord, la ligne ferme aux voyageurs durant la Seconde Guerre mondiale, puis progressivement par tronçons au trafic des marchandises entre 1945 et 2011.
Elle constitue la ligne no 236 000 du réseau ferré national.

## Histoire

### Chronologie
- 1888 : ouverture du tronçon de Laon à Sains-Richaumont
- 1892 : ouverture des tronçons de Sains à Guise et de Wassigny au Cateau
- 1896 : ouverture du tronçon de Guise à Wassigny

### Un maillon de la ligne de Laon à Valenciennes
La ligne de Laon au Cateau est classée dans le réseau d'intérêt général au titre du projet no 12 du programme de réseau complémentaire fixé par la loi du 17 juillet 1879, dit plan Freycinet. Il a pour objectif de créer une ligne directe entre Laon et Valenciennes. La ligne est déclarée d'utilité publique par une loi le 4 avril 1881. Elle est concédée à titre définitif par l'État à Compagnie des chemins de fer du Nord selon les termes d'une convention signée entre le ministre des Travaux publics et la compagnie le 5 juin 1883. Cette convention est approuvée par une loi le 20 novembre suivant,. La construction de la ligne s'échelonne sur huit années, avec la participation financière des départements de l'Aisne et du Nord.
Le premier tronçon est ouvert au sud durant l'été 1888, entre Laon et Sains-Richaumont. Il est suivi des tronçons de Sains à Guise et de Wassigny au Cateau en 1892. Toutefois, pour permettre la jonction entre les deux sections réalisées, la Compagnie du Nord doit obtenir l'accord de la Compagnie du chemin de fer de Saint-Quentin à Guise, afin d'emprunter une portion de trois kilomètres de ce chemin de fer d'intérêt local, ouvert en 1875. Un tracé indépendant de Guise à Lesquielles-Saint-Germain a bien été proposé par des industriels locaux, mais ce dernier a été refusé par le parlement pour des raisons d'économie. Ce dernier tronçon n'est achevé que durant l'été 1896 et ouvert au trafic le 1er septembre suivant.
Durant la Belle Époque, il n'existe pas de liaison directe entre les deux terminus, une rupture de charge est imposée à Wassigny en raison des correspondances importantes qu'elle offre vers Busigny et Hirson. Ainsi à la veille de la Première Guerre mondiale, on compte quotidiennement trois services omnibus de Laon à Busigny, un de Laon à Guise, de Laon à Pouilly et un Guise - Busigny. S'ajoutent quatre navettes reliant Wassigny au Cateau. La traction des trains est confiée à des 120T 2.921/2.950, 220T, 222T, 230, 030 et 04 du dépôt de Laon.
Durant la Première Guerre mondiale, la ligne est occupée par l'armée allemande fin août 1914, lors de son avancée jusqu'à Laon après avoir percé la défense française. En novembre 1918, de violents combats ont lieu dans la région et entrainent la destruction du viaduc de Saint-Benin, au sud du Cateau. Cette situation provoque un détournement partiel de la circulation ferroviaire de Busigny au Cateau par Wassigny. Durant l'entre-deux-guerres, la desserte repose sur deux trains quotidiens omnibus de Laon à Guise et deux partiels de Laon à Guise et de Guise au Cateau. Mais le trafic étant devenu négligeable, le 15 mai 1937, la Compagnie du Nord opère la toute première fermeture sur son réseau avec le transfert sur route du service des voyageurs. La desserte de la gare de Guise repose alors sur la ligne d'intérêt local de Saint-Germain.
Le 1er septembre 1940, un éphémère train léger est rétabli entre Laon et Solesmes, prolongé jusqu'à Valenciennes le mois suivant. Mais dès le printemps 1941, son parcours est limité au trajet de Laon au Cateau, puis, au service du 4 mai 1942, il est supprimé et remplacé par un autocar. Dès la fin de la Seconde Guerre mondiale, le tronçon septentrional de Saint-Souplet au Cateau est fermé à tous trafics, tandis qu'une desserte marchandises subsiste sur le reste de la ligne.
La Société nationale des chemins de fer français (SNCF) abandonne la desserte au nord de Wassigny en 1966 puis entre Sains-Richaumont et Guise en 1969, scindant la desserte marchandises subsistantes en deux tronçons de Laon à Sains-Richaumont (37,3 kilomètres) et de Guise à Wassigny (17,5 kilomètres). Cette dernière est à son tour fermée durant les années 1980, et le dernier tronçon encore exploité de Laon à Sains voit circuler ses derniers trains de marchandises en juillet 2006, puis ferme finalement en 2011. Au XXIe siècle, la ligne est entièrement fermée à tous trafics et déclassée de Sains-Richaumont au Cateau.

## Ambulant postal

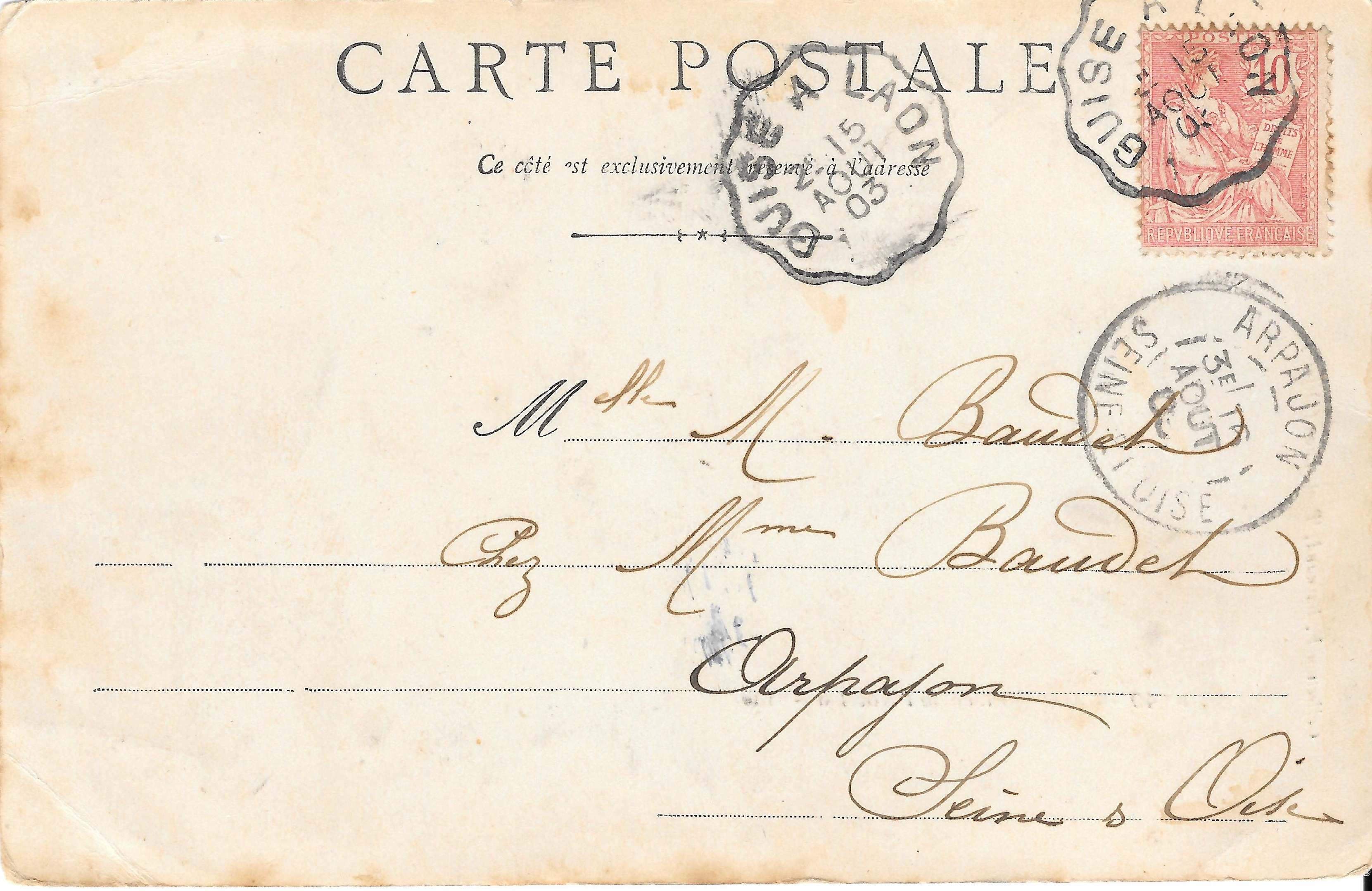
Carte postale comportant le timbre à date crénelé d'ambulant postal sur la ligne de Guise à Laon daté du 15 août 1903.

Un service d' ambulant postal a fonctionné sur cette ligne sur la partie de Guise à Laon. Les lettres étaient déposées dans les gares et, dans le train, un employé oblitérait la lettre avec un timbre à date rond à créneaux, typique des cachets d'ambulants postaux français du début du XXe siècle.

## Caractéristiques

### Tracé
La ligne se débranche à l'ouest de la gare de Laon, située sur la ligne de La Plaine à Hirson et Anor (frontière). La voie unique s'oriente vers le nord par une courbe sur le plateau du Laonnois. À Pouilly-sur-Serre, la ligne croise celle d'intérêt local de Versigny à Dercy-Mortiers. Après le faîte de Puisieux, la ligne atteint la vallée de l'Oise et, après le franchissement d'un souterrain d'une longueur de 505 mètres, dessert Guise. La gare est en correspondance avec la ligne d'intérêt local de Saint-Germain, à voie normale, et la ligne Le Catelet - Gouy, à voie métrique. En s'éloignant de Guise, la voie est en tronc commun jusqu'à Lesquielles-Saint-Germain avec la ligne de Saint-Quentin.
La ligne se poursuit parallèlement à la ligne d'intérêt local à voie métrique de Guise au Catelet passe sur un pont sur le canal de la Sambre à l'Oise commun aux 2 lignes et dessert la gare Vadencourt-Le Grand-Verly également partagée par les 2 réseaux. Les 2 lignes se séparent après cette station. Ce pont fut détruit vers 2000 et l'ancienne gare est actuellement intégrée dans une exploitation agricole.
Se poursuivant vers le nord, le tracé grimpe sur le plateau du Cambrésis par une rampe atteignant 10 ‰ et parvient à Wassigny, où elle croise la transversale Busigny - Hirson, après la traversée de la forêt d'Andigny. La ligne dessert la gare de Wassigny en croisant la ligne Hirson-Busigny puis, quittant alors le département de l'Aisne pour celui du Nord, atteint son terminus, la gare du Cateau, située sur la ligne de Creil à Jeumont, maillon du grand axe ferroviaire international de Paris-Nord à Bruxelles-Midi.

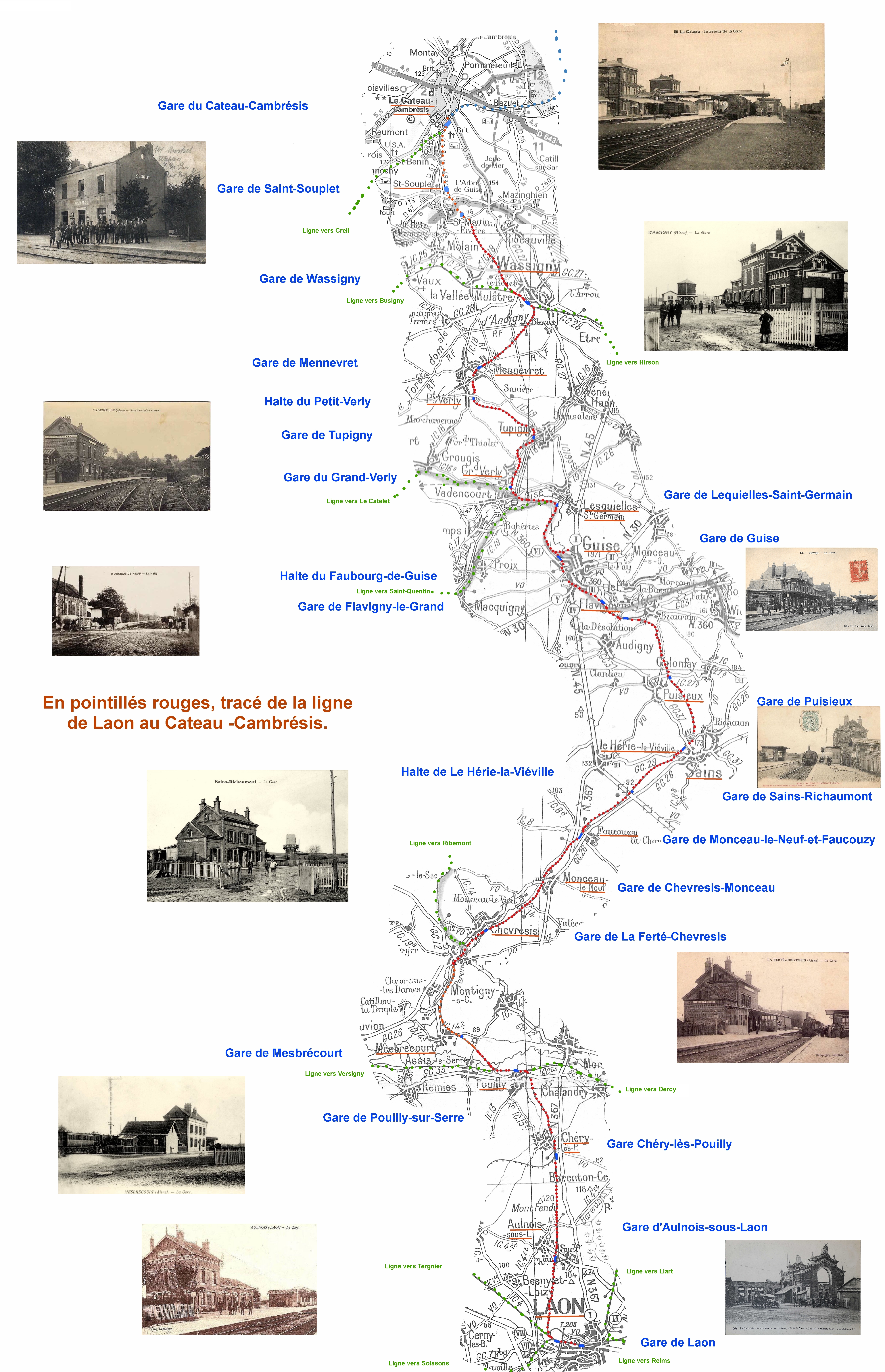
Tracé de la ligne de Laon au Cateau.

## Horaire

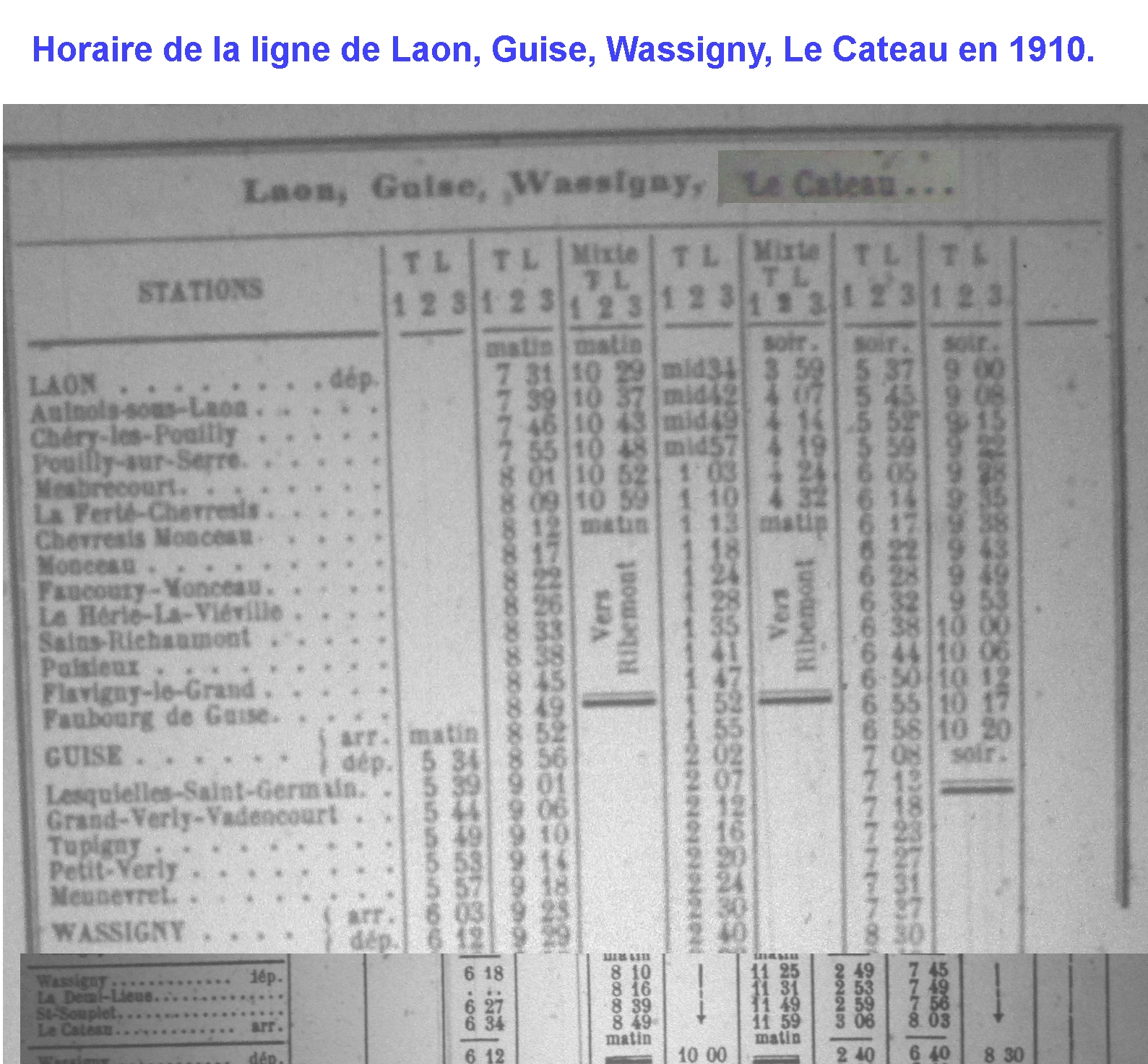
Horaire de la ligne de Laon au Cateau en 1910.

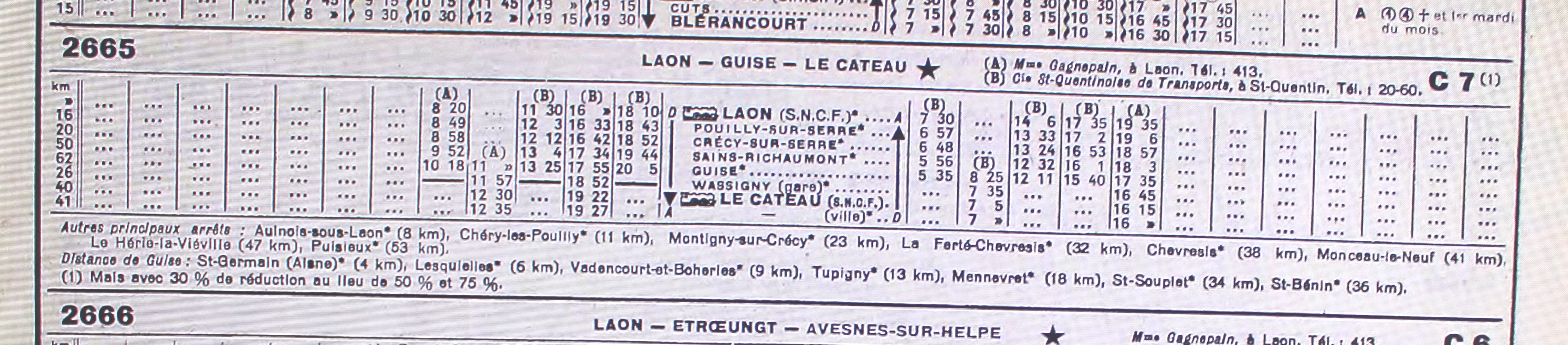
Horaire de la ligne de Laon au Cateau en 1956.</center<

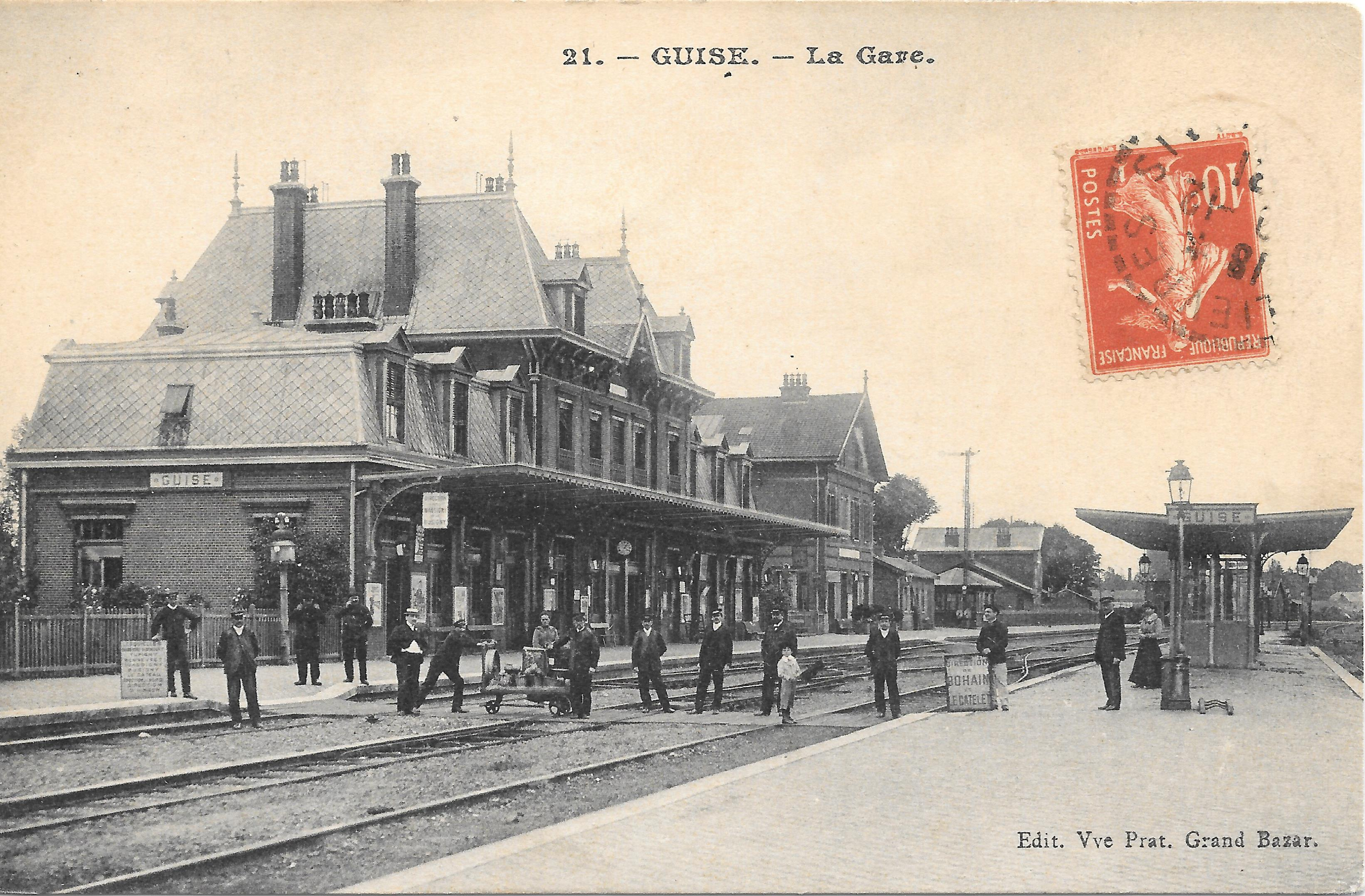
Guise-la gare vers 1910
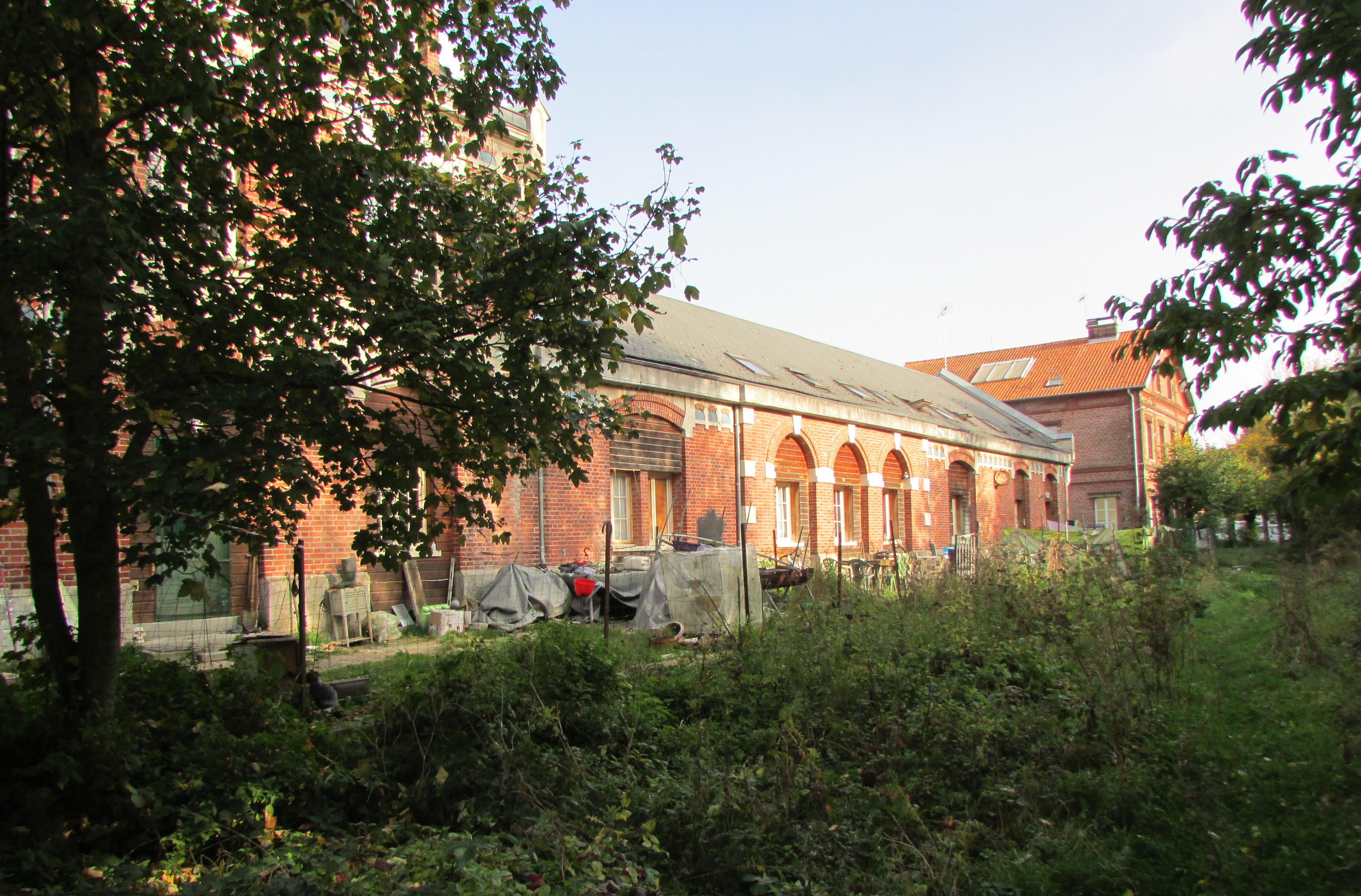
Guise la gare en 2017
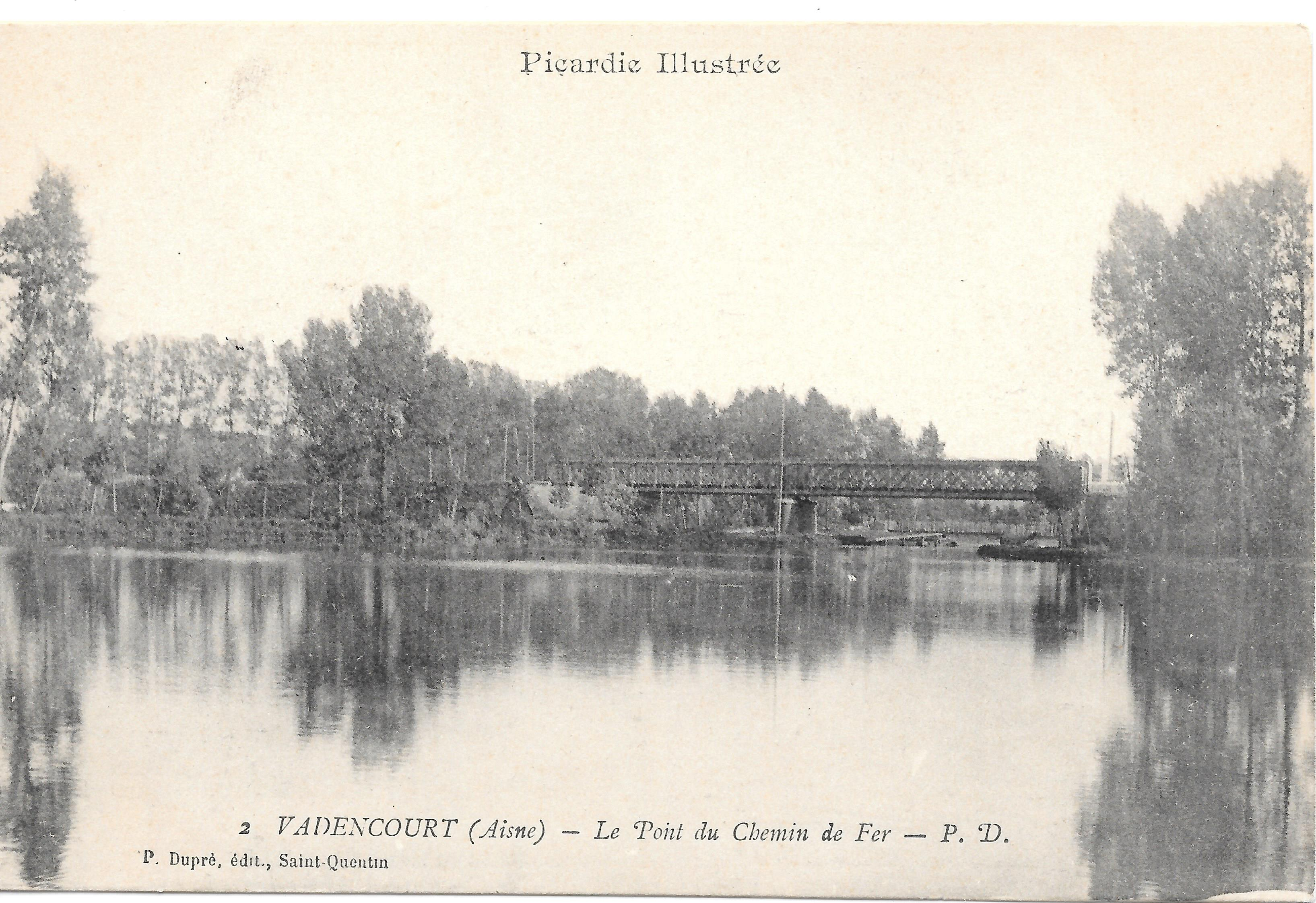
Pont sur la Sambre à Vadencourt en 1910
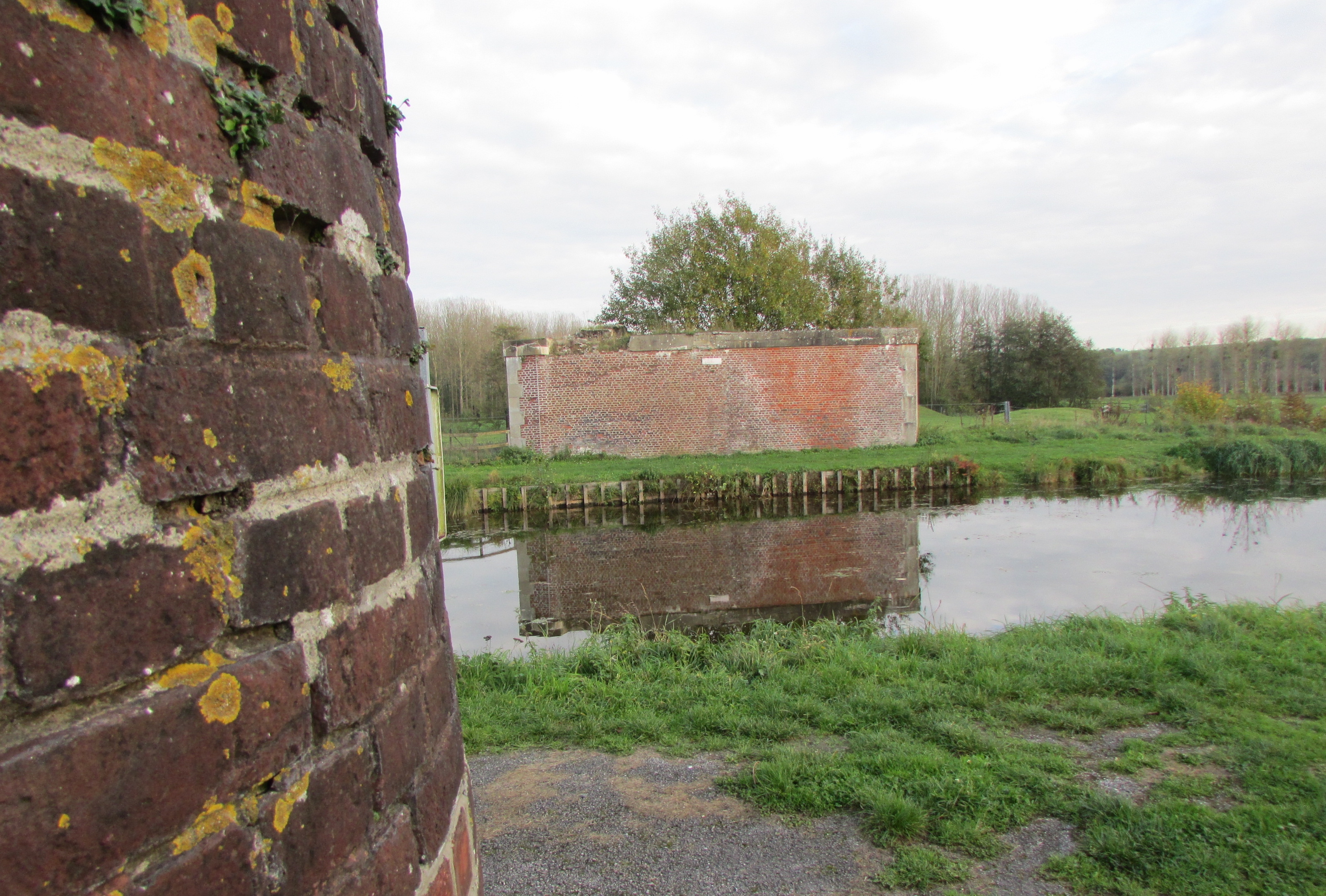
vestiges du pont au-dessus du canal à Vadencourt en 2017
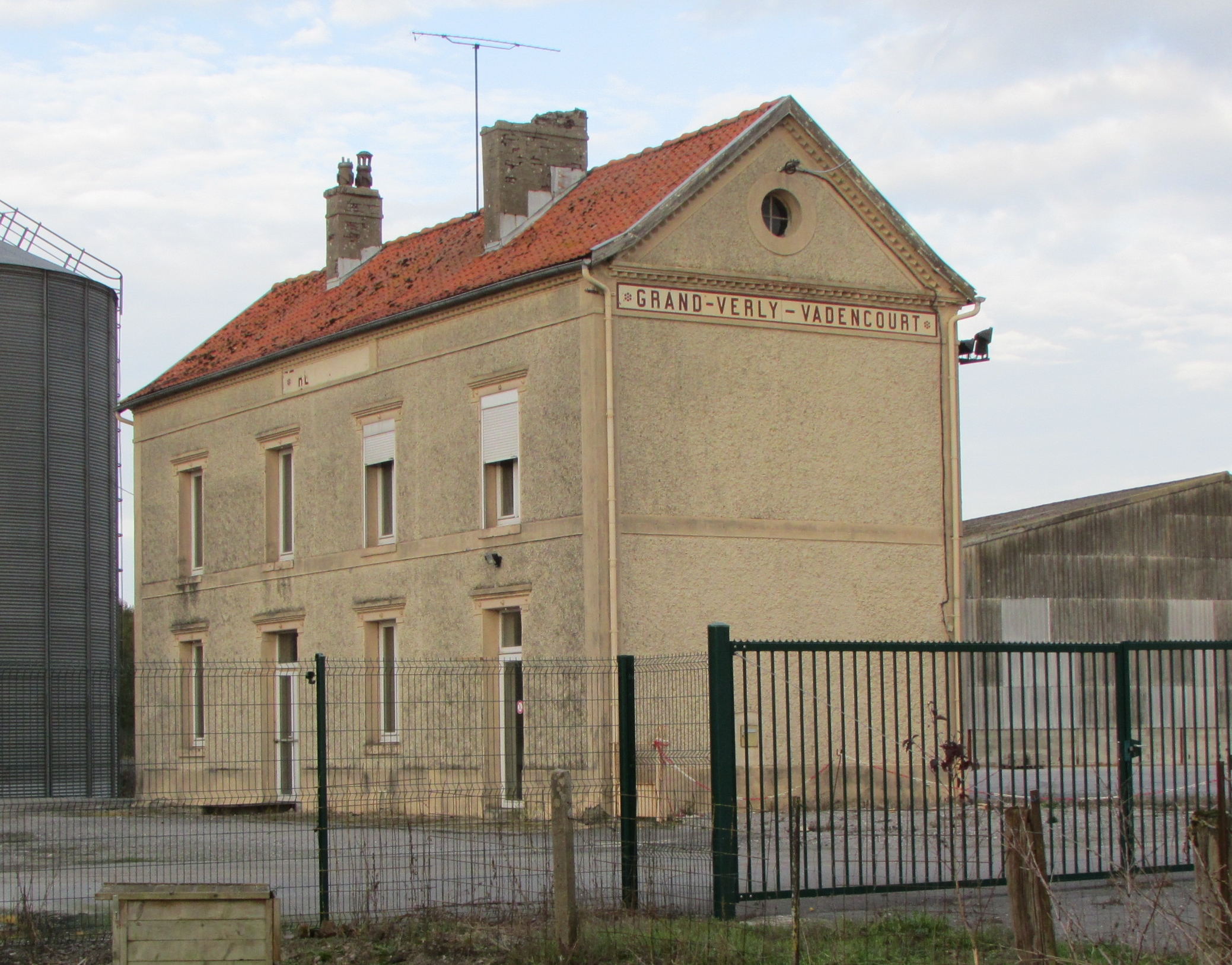
Grand-Verly l’ancienne gare de Vadencourt-Grand-Verly en 2017
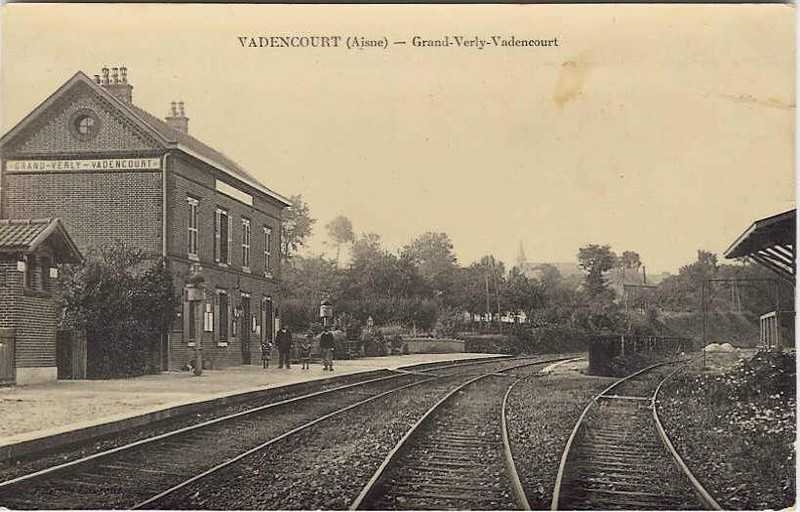
Grand-Verly la gare en 1910
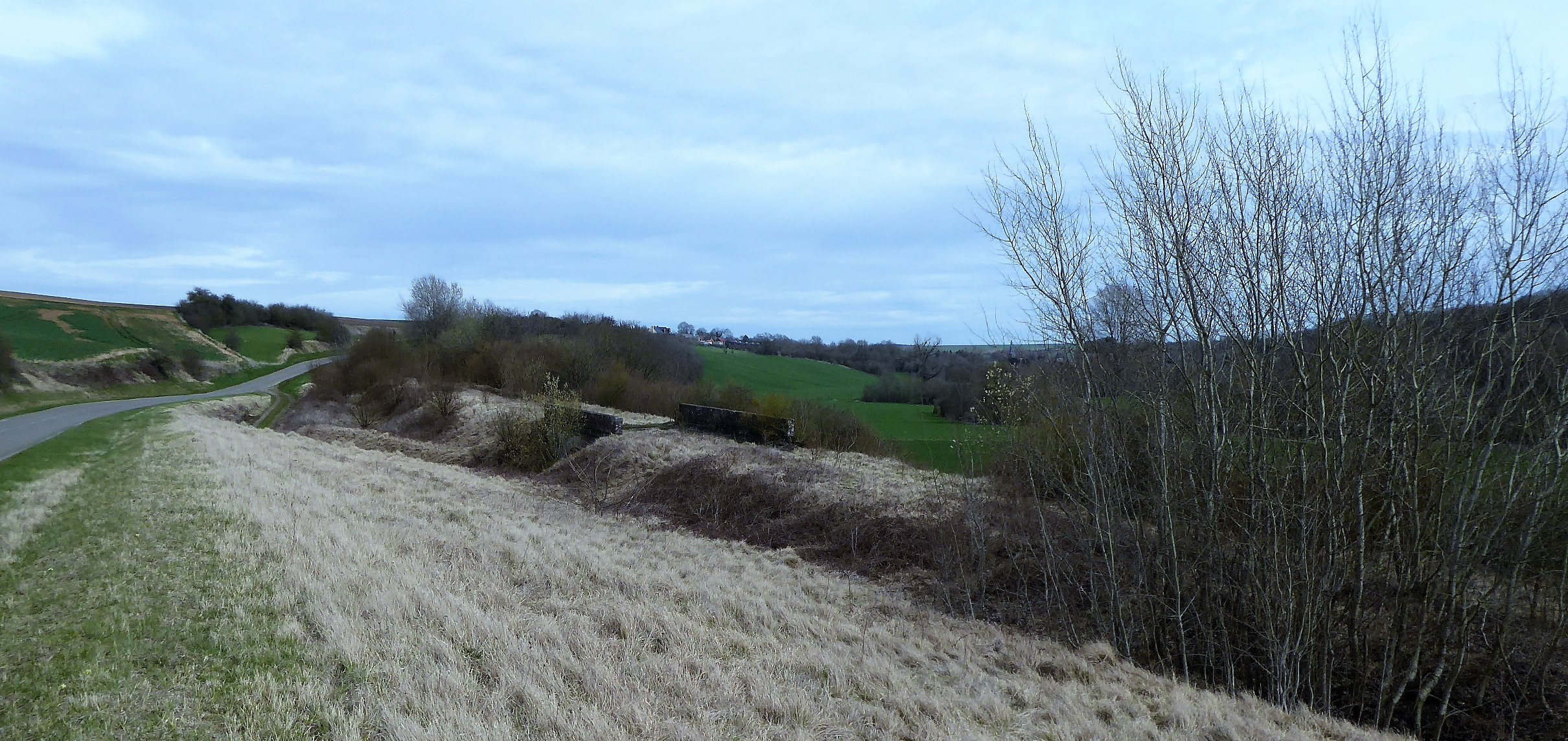
Ancienne ligne Laon-Le Cateau près du Grand Verly
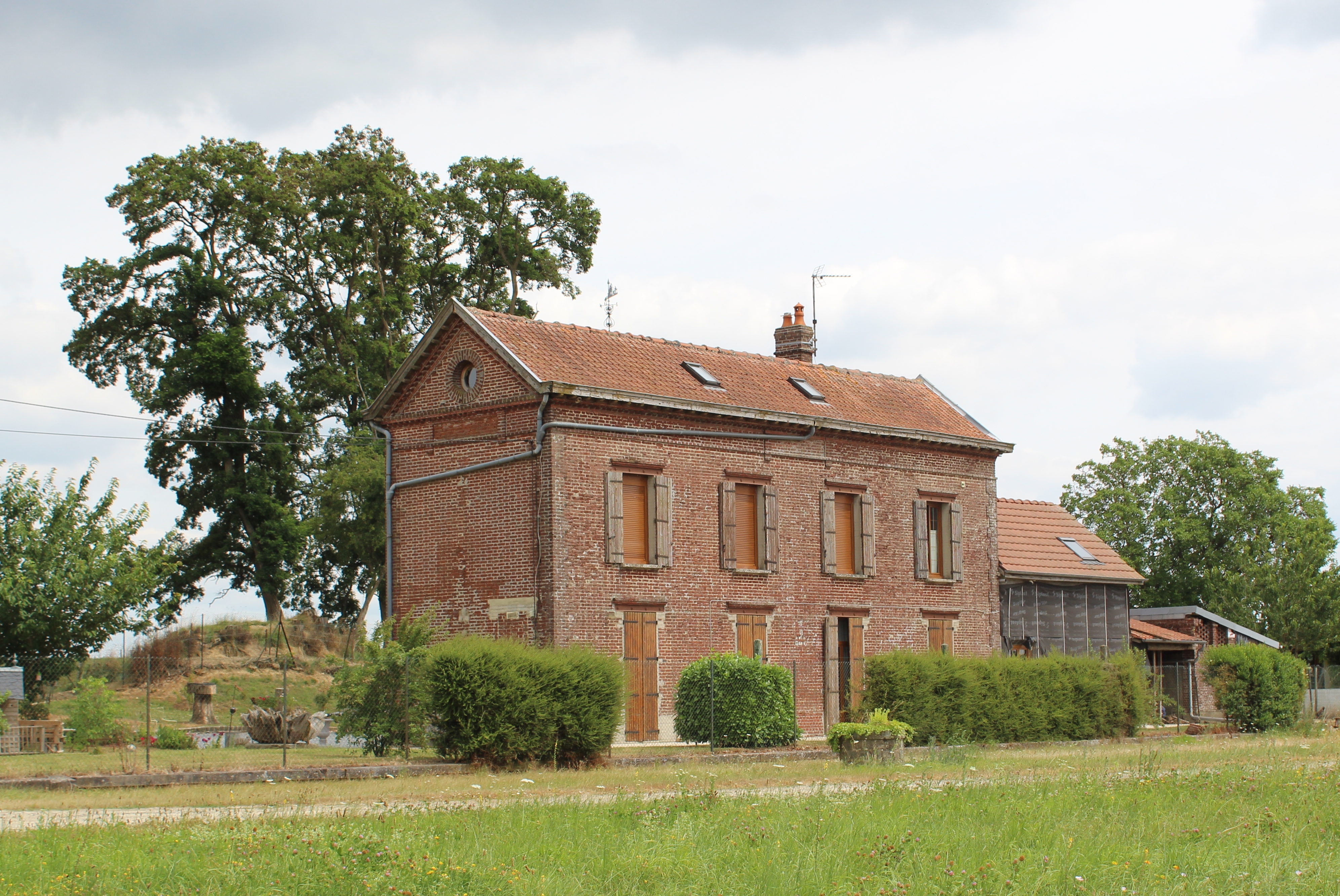
L'ancienne gare de Puisieux-et-Clanlieu.